# Nature morte aux huîtres et œufs
La Nature morte aux huîtres et œufs (Bodegón con ostras, ajos, huevos, perol y puchero) est une huile sur toile (41 x 62 cm) de Luis Meléndez (1716-1780) conservée au Musée du Prado de Madrid (sous le numéro d'inventaire 918), datée de 1772. Elle provient du cabinet d'histoire naturelle du prince des Asturies, futur Charles IV d'Espagne.

## Description
Comme souvent, Meléndez présente cette nature morte sur une table de cuisine de bois avec un fond brun foncé. Elle a la particularité de montrer des huîtres, ce qui est rare chez Meléndez. Sur une même ligne, il dispose une demi-douzaine d'œufs d'un blanc éclatant dans une assiette de faïence blanche au liseré bleu (sans doute de Talavera de la Reina,) et jette devant quatre gousses d'ail. Derrière, il place un énorme chaudron de cuivre jaune, illuminé d'un rai de lumière venant de la gauche et légèrement incliné car posé en partie sur un bol. Au fond, une jarre de céramique brune est recouverte d'une tejoleta en céramique blanche (ce que l'on voit fréquemment chez l'artiste, comme par exemple dans la Nature morte au saumon du musée du Prado) qui laisse passer le manche d'une longue cuillère de bois.
Cette œuvre démontre la maturité du peintre dans le rendu de la lumière, la réflexion sur les gammes de bruns alliés au blanc, et exprime une volonté de simplification qui s'éloigne de la période baroque antérieure.

## Expositions
Cette nature morte a été exposée en 2013-2014 dans différentes villes d'Espagne, puis à Saragosse (février-mai 2015), Cadix (juin-septembre 2015) et à Valence de juin à septembre 2016, ainsi qu'à Séville d'octobre 2016 à janvier 2017, pour l'exposition tournante Los objetos hablan ; puis à San Antonio au Texas de juin à septembre 2018.